# Barnahasú legyezőfarok
A barnahasú legyezőfarok (Rhipidura hyperythra) a madarak osztályának verébalakúak (Passeriformes) rendjébe és a legyezőfarkú-félék (Rhipiduridae) családjába tartozó faj.

## Rendszerezése
A fajt George Robert Gray angol ornitológus írta le 1858-ban.

## Alfajai
- Rhipidura hyperythra hyperythra (G. R. Gray, 1858) - Aru-szigetek
- Rhipidura hyperythra muelleri (A. B. Meyer, 1874) - Új-Guinea nyugati és középső része és Japen sziget
- Rhipidura hyperythra castaneothorax (E. P. Ramsay, 1879) - Új-Guinea délkeleti része[2]

## Előfordulása
Az Aru-szigeteken és Új-Guinea szigetén, Indonézia és Pápua Új-Guinea területén honos. Természetes élőhelyei a szubtrópusi vagy trópusi síkvidéki és hegyi esőerdők. Állandó, nem vonuló faj.

## Megjelenése
Testhossza 15 centiméter.

## Természetvédelmi helyzete
Az elterjedési területe nagyon nagy, egyedszáma pedig stabil. A Természetvédelmi Világszövetség Vörös listáján nem fenyegetett fajként szerepel.